# Słobódka Krasiłowska
Słobódka Krasiłowska (ukr. Слобідка-Красилівська) – wieś na Ukrainie w rejonie krasiłowskim obwodu chmielnickiego.